# Caroline Colman
Caroline Colman (9 de mayo de 1831 - 5 de julio de 1895) fue la esposa de Jeremiah James Colman, el tercer miembro de la familia a cargo de la empresa epónima de mostaza Colman. Caroline Colman ejerció una importante influencia en el bienestar social de la empresa y posteriormente introdujo numerosas medidas sociales para los empleados de Carrow Works entre 1857 y su muerte en 1895.

## Primeros años de vida
Colman, de soltera Cozens-Hardy, nació de William Hardy y Sarah Cozens de Letheringsett Hall el 9 de mayo de 1831. Era la mayor de los cuatro hijos y cinco hijas de la familia.
Antes de casarse, Colman se dedicó en gran medida a ayudar en el hogar y en el pueblo local. Colman ayudó a su padre a escribir y a los 20 años ya había producido sus propios artículos para dos revistas wesleyanas distintas. También dedicó su tiempo a dirigir estudios bíblicos, a intercambiar libros con los aldeanos de la zona y a leer a las reclusas del hospicio.

## Vida personal
Caroline Colman se comprometió con Jeremiah James Colman el 30 de enero de 1855 y la pareja se casó el 25 de septiembre de 1856. Las celebraciones de la boda concluyeron con un espectáculo de fuegos artificiales para los habitantes del pueblo. Al regresar de su luna de miel, se decidió que los Colman se instalaran en Carrow House, el mismo pueblo de Norfolk en el que se encontraba la obra de Jeremiah James Colman. Caroline acabaría teniendo una importante influencia en las obras de su marido.

## Influencia en Carrow

### Escuela de Carrow
En octubre de 1857, Colman abrió una escuela para los hijos de los empleados de Carrow Works. La escuela estaba situada en la sala superior de la calle King y, en un principio, daba clases a 22 niños en 1857, pero en 1870 ya tenía capacidad para 324 niños. Colman supervisó el funcionamiento de la escuela. En 1859, la escuela de niñas de Carrow fue descrita como "un pintoresco jardín en el que hay una casa de campo y una elevada torre".

### Obras de Carrow
La vida matrimonial de los Colman se concentró en gran medida en torno a las operaciones de la fábrica J. & J. Colman. La dispersión de las fábricas de la empresa entre Stoke y Carrow influyó en los primeros seis años de su matrimonio, alternando Jeremiah James entre estas ubicaciones.
A pesar de la ausencia de su marido, Caroline estaba muy intrigada por la gente empleada en Carrow Works, que llegó a emplear a más de 2.000 personas, la mayoría contratadas en la ciudad de Norwich en 1893. Colman se ocupaba habitualmente de los aspectos del negocio que se beneficiarían de la instrucción de una mujer. Entre ellos, los departamentos de la escuela y la cocina. En 1868, Colman puso en marcha una cocina de obra en Carrow, una de sus mayores empresas durante su vida. La cocina de la fábrica proporcionaba comidas calientes a los empleados de Carrow Works a precios asequibles; se podía comprar un guiso de verduras y una pinta de café por sólo 4d. En las cocinas, Colman actuaba como "señora superintendente" y particularizaba la apertura de las cocinas a las 5:45 de la mañana para abastecer a los empleados que emprendían largos viajes al trabajo. El desarrollo de estas cocinas de trabajo se produjo casi medio siglo antes de la introducción y normalización de los comedores de trabajo.
En 1864, se fundó un dispensario en King Street como parte del grupo Colman.

### Carrow Girls' Home
Colman mostró mucha preocupación por la soledad de las chicas solteras empleadas en Carrow y por el "peligro moral que las rodeaba", lo que le llevó a establecer un hogar residencial para albergar a las chicas. Se contrató a una matrona para dirigir el hogar. Colman ordenó que se publicara un calendario y se entregara a cada trabajadora en Navidad, con pasajes religiosos para cada día del año siguiente. Al igual que había atendido a sus vecinos en su pueblo natal, Colman dirigió la distribución anual de paquetes de ayuda para las familias necesitadas.

## Muerte y legado
La salud de Colman se deterioró en 1895, y murió la noche del 5 de julio de ese mismo año, a los 64 años. Colman fue enterrado en el cementerio de Rosary, Norwich. Caroline y Jeremiah James tuvieron 6 hijos: Laura (que se casó con el académico y diputado James Stuart), Russell, Ethel (que fue la primera mujer en ser alcalde de Norwich), Helen, Alan y Florence (que se casó con el arquitecto Edward Boardman, hijo del arquitecto Edward Boardman).
En cuanto a sus logros anteriores en el sector de la educación, no fue hasta 1990 cuando la escuela de Carrow Works pasó a ser gestionada por el Departamento de Educación. La empresa de Jeremiah James Colman fue la primera en emplear a una enfermera industrial, Philippa Flowerday, en 1878. Flowerday estaba empleada para asistir al médico de la empresa en el dispensario, así como para realizar visitas a domicilio a los enfermos. Es probable que el empleo de Flowerday y su influencia en Carrow Works se debiera a Caroline.